# Jo confesso (llibre)
Jo confesso és una novel·la de Jaume Cabré publicada originalment en català l'any 2011 per Edicions Proa a Barcelona. L'autor reflexiona sobre la idea del mal en la història de la humanitat a partir de la vida d'un personatge culte i molt intel·ligent nascut a la Barcelona de la postguerra.

## Argument
L'Adrià Ardèvol va néixer en una família que li va inculcar l'amor per l'estudi però també greus mancances afectives. Només tenia un amic íntim, en Bernat, que coneixia de les classes de violí, i dos ninots. Va fixar-se en una noia i van començar-hi, tímidament, una relació, però ella el deixa sense motiu aparent i fuig a París. Després d'intentar obtenir explicacions i oblidar-la, va a buscar-la perquè ella el rebutgi. Incapaç de refer-se'n, va aprofundir en les humanitats fins a esdevenir un savi, professor universitari i assagista de renom. Un bon dia la Sara, el seu gran amor, va tornar per sorpresa a casa seva i van intentar reprendre la relació, que s'havia trencat per influència dels pares, però els secrets de tots dos (el passat tèrbol del pare de l'Adrià, lligat a l'extorsió de víctimes del nazisme, i una filla morta en el cas de la Sara), fan que la seva felicitat mai no sigui completa. Després d'una forta baralla en descobrir que el violí que sempre ha acompanyat l'Adrià, una joia feta per Lorenzo Storioni té també un origen tèrbol, la dona abandona el pis comú i es refugia en el seu germà. Ell ofega les penes en braços d'una antiga amant i per això no hi és quan la Sara torna a casa i té un accident que la deixa tetraplègica. A l'hospital, ell es fa perdonar però en va perquè ella acaba morint i el deixa, per tant, desemparat. Llavors es bolca en un darrer llibre, una autobiografia on explica tot el seu passat i que acaba just abans que la malaltia d'Alzheimer li esborri els records i mori. En paral·lel s'explica la vida del Bernat, que no es conforma amb el seu paper de músic i vol ser escriptor sense tenir el talent suficient, la Sara i els seus avantpassats.

## Personatges
La novel·la consta de centenars de personatges, aquí s'esmenten només els més rellevants.

### Personatges de Barcelona
- Adrià Ardèvol: protagonista i narrador. És un noi superdotat però rosegat per la culpa de saber que el seu pare s'havia enriquit amb objectes d'origen dubtós (passió que ell hereta). És fidel en els seus afectes, un bon professor però despistat que incorpora el passat a la seva vida i un amant de les arts, les llengües i la cultura.
- Sara Voltes-Epstein: gran amor de l'Adrià. Arrossega les conseqüències de pertànyer a una família marcada per l'Holocaust, una filla morta i dubtes constants sobre la humanitat. S'expressa dibuixant.
- Bernat Plensa: millor amic de l'Adrià, violinista que no s'entén ni amb la seva dona ni amb el seu fill.
- Àguila Negra i Xerif Carson: dos ninots que actuen com a amics imaginaris de l'Adrià infant i posteriorment com a símbol de la seva consciència.
- Fèlix Ardèvol: pare de l'Adrià, només vol que el seu fill arribi a ser un erudit (fet que aconsegueix però ja no ho arriba a veure). Seminarista rebutjat per la seva família, deixa la religió en tenir relacions amb una dona, la qual abandona, i posteriorment esdevé col·leccionista d'antiguitats. Acaba morint decapitat per un antic client.
- Carme Bosch: mare de l'Adrià, que aspira a convertir-lo en un violinista virtuós. Anul·lada pel seu marit, hereta la seva botiga, que dirigeix amb implacabilitat.
- Lola Xica: dona de fer feines, dona al protagonista l'amor que no li professen els seus pares, se n'ocupa i després passa el relleu a la Caterina, una altra minyona.
- Senyor Berenguer: antic soci dels Ardèvol acomiadat, se'n revenja explicant a la Sara l'origen del violí i fent que la relació amb el Bernat es trenqui.
- Tecla: esposa del Bernat, amb qui no s'entén perquè li reclama que estigui pel fill (en Llorenç), amb qui només té exigències, i no solament per la seva carrera. Mantenen diverses discussions fins a la separació final.
- Laura: companya de feina i amant ocasional de l'Adrià, l'acompanya en diversos moments de la seva vida com quan ha de vendre la botiga o la Sara el deixa. N'està enamorada però, en veure el seu rebuig, demana destinació a una altra universitat.
- Max: germà de la Sara, que intenta que la relació entre ells funcioni però prefereix salvaguardar els secrets familiars.

### Personatges d'altres àmbits
- Carolina Amato: dona de qui s'enamora Fèlix Ardèvol, que posa en circulació la medalla que és un dels objectes claus de l'obra.
- Daniela Amato: filla de la Carolina, acut a Barcelona per reclamar l'herència al seu pare (i posteriorment a la seva vídua); té un paper ambivalent a l'obra.
- Tito: fill de la Daniela, col·labora amb el senyor Berenguer per quedar-se la finca familiar i el violí de l'Adrià.
- Eugen Müss: antic col·laborador del projecte nazi que intenta exculpar les seves faltes primer en un monestir i després treballant en un hospital africà; mor assassinat per un sicari després d'adoptar múltiples personalitats.
- Julià de Sau: col·laborador penedit de Nicolau Eimeric que es refugia al monestir de Sant Pere del Burgal, on comença la història del violí.
- Jachiam Mureda: camperol italià que ha de fugir d'una venjança entre dues famílies; relaciona el violí (per la fusta) i la medalla per primer cop.
- Guillaume-Franços Vial: primer propietari del violí, assassí del seu oncle, crim que sembla transmetre's als futurs propietaris de l'instrument.
- Aribert Voigt: oficial nazi encarregat de dur a terme experiments mèdics amb nens, roba el violí i acaba assassinant el pare del protagonista.
- Matthias Alpaerts: home jueu que veu com tota la seva família és exterminada als camps de concentració; en conserva només un tovalló de quadres com a record i l'esperança de recuperar el violí.

## Temes
El tema principal de la novel·la és el mal, com s'indica ja en el títol, ja que una confessió s'esdevé després d'una culpa. La reflexió sobre aquest mal és una de les obsessions de l'Adrià, el tema del seu darrer assaig i el que plana sobre la seva autobiografia (escrita significativament sobre l'anvers de l'anterior). Aquest mal perviu al llarg dels segles fins a arribar al protagonista, que l'hereta i l'augmenta a través d'un violí i una medalla maleïts. S'encarna en els inquisidors del segle xiv, en la Itàlia renaixentista, en el món islàmic del segle xvii i sobretot durant el nazisme. Ningú no està lliure d'aquest mal, sigui un malvat absolut (com el dirigent del camp d'extermini) o personatges més ambigus, com el mateix pare de l'Adrià. Fins i tot els protagonistes no estan lliures d'aquest mal, ja que l'Adrià menteix a la Sara i li és infidel, i el Bernat té, cap al final, dos gestos de traïció: el robatori del manuscrit i un paper ambigu en una mort. La referència explícita a Hobbes subratlla la visió pessimista del narrador, que creu que el mal és propi de la naturalesa humana. El que pot redimir el pecat és l'intent de reparació, com passa amb diversos personatges, que es refugien en la religió i en l'ajuda al proïsme per poder ser perdonats.
L'amor no és una via de redempció, ja que apareix sempre com un amor fracassat. Els pares de l'Adrià no s'estimen, la relació principal del llibre pateix diverses desavinences, el Bernat té un matrimoni desastrós i al llibre apareixen escenes de violacions, infidelitats i unions infelices. L'amistat, tot i que sobreviu a totes les proves, tampoc no està lliure de sospita, tal com es veu al final de l'obra. La família, una altra possible sortida, acaba sent una font de decepcions i secrets que es transmeten de generació en generació (per això la Sara renuncia a tenir més fills).
Europa és també un tema de la novel·la, com va destacar el mateix autor, ja que la història del continent marca els protagonistes, no solament per la influència de la Xoà en la vida de l'Adrià, sinó per l'aparició de la dictadura de Franco - que fomenta la corrupció del pare del protagonista i complica la recerca sobre la seva mort- i el contrast amb l'ambient d'altres països, sobretot Alemanya i Tübingen com a centre d'intel·lectuals. El pes de l'Església en aquesta història, escenificat en els monjos, el passat de seminarista d'en Fèlix, la medalleta o la història incrustada de l'inquisidor accentua allò que hi ha de comú entre els diversos països, que el protagonista visita físicament o amb les seves lectures, sempre en versió original. Un dels llibres que escriu l'heroi tracta justament sobre la història europea, ressaltant el pes que té el passat en la seva vida i formació.
Cal destacar el paper de la ficció o el qüestionament de la veritat com a eix vertebrador de la narració. L'Adrià imagina el passat o anticipa fets del futur (com les conseqüències de l'accident) que acaben quadrant amb la història sense que el lector pugui estar totalment segur de la seva veracitat. Els secrets i les mentides són presents en tots els personatges i el darrer parlament de l'Adrià l'iguala a un monjo imaginat, accentuant aquest ambient de sospita. Apareixen personatges històrics reals que conviuen amb els de ficció en un mateix pla.

## Estil
L'estil de Jo confesso està marcat per la complexitat i l'alternança. L'autor, com ja havia fet a Les veus del Pamano barreja diferents persones narratives, fins i tot a la mateixa frase. D'una banda hi ha el "tu", ja que la novel·la és una carta que dirigeix l'Adrià a la Sara. Aquesta carta narra la vida en forma d'autobiografia, per tant, usa la primera persona, però justament aquest to narratiu fa que el protagonista es refereixi a ell mateix com un personatge, en tercer persona. També s'hi alternen les èpoques històriques, perquè uns personatges són reflex fidel d'uns altres passats (de fet el narrador els canvia sovint el nom de manera conscient per ressaltar-ho).
Per acabar és híbrida la forma. Es tracta d'una novel·la però té incrustats diversos contes o relats de personatges lligats als objectes o a les fantasies de l'Adrià. I també és una carta, amb un to dialogat i expressions informals, així com apel·lacions contínues al receptor. La carta és alhora una confessió, de fet el títol original plantejat per l'autor Confiteor, prové del sagrament de la confessió i és pronunciat per diversos personatges, que confessen les seves culpes i de vegades tracten de reparar-les. L'Adrià intenta explicar a la Sara, ja morta, el que ha estat la seva vida per mirar de justificar com va anar la seva relació. Quant al gènere literari, hi conviuen l'autobiografia, les digressions erudites de caràcter filosòfic, la novel·la històrica i una subtrama amb trets policíacs.
L'ambientació de la novel·la no es basa en la descripció, sinó en l'ús de referents culturals i en el simbolisme dels objectes, que van passant per diferents segles atraient la culpa i fent-la passar de pares a fills com el pecat original catòlic que el narrador esmenta textualment. Aquests objectes són el violí i la medalla, però també els dos monestirs (el de la primera història i el del quadre que penja sempre a casa de l'Adrià), els llibres i els dibuixos de la Sara, especialment els retrats dels protagonistes.

## Repercussió

### Traduccions
El llibre es va traduir el 2011 a dues llengües: l'alemany, Das Schweigen des Sammlers (El silenci del col·leccionista) per Kirsten Brandt i Petra Zickmann, i el castellà, Yo confieso (Jo confesso) per Concha Cardeñoso Sáenz de Miera. Posteriorment, s'ha publicat en italià Io confesso traduïda per Stefania Maria Ciminelli, en Neerlandès, De Bekentenis van Adrià (La confessió d'Adrià) per Pieter Lamberts & Joan Garrit, en Polonès Wyznaję (Jo confesso) per Anna Sawicka., en Francès Confiteor per Edmond Raillard. L'obra s'ha publicat també en danès, noruec, hongarès, romanès, xinès, anglès, turc i portuguès. El 2014 se'n va publicar una edició traduïda a l'anglès Confessions.
Llista de les editorials europees responsables de les traduccions de Jo confesso: Destino (llengua castellana), Suhrkamp (Alemanya), Signatuur (Països Baixos), Rizzoli (Itàlia), Actes Sud (França), Marginesy (Polònia), Libri Könyvkiadó (Hongria), Turbine Forlaget (Dinamarca), Cappelen Damm (Noruega), Institute of Dialog and Communication (Albània), Tinta da China (Portugal), Homeward (Taiwan), Alef Yayinevi (Turquia), Ciela (Bulgària) i Azbooka (Rússia).

### Premis
L'obra va rebre el Premi de la Crítica Catalana 2012, atorgat per l'Associació d'Escriptors en Llengua Catalana (AELC) en el marc de la Fira del Llibre de Sòria, com la millor obra narrativa en català del 2011. També va ser distingida amb el Premi Crítica Serra d'Or 2012 i el Premi Crexells del mateix any. També el 2012 li fou concedit el Premi de Narrativa Àngels Anglada i el Premio La tormenta en un vaso. El 2014 va rebre el premi Courrier International a París, al millor llibre estranger.

### Recepció
La primera edició en català d'una tirada de 18.000 exemplars es va exhaurir en només una setmana i se situà en el número 1 del rànquing dels llibres més venuts. Fins a l'octubre de 2012 Proa havia editat nou edicions de la novel·la. La primera edició en castellà de l'editorial Destino tingué una primera tirada de 25.000 exemplars.
Va ser un dels cinc llibres de ficció en català més venuts de la Diada de Sant Jordi de 2012.